# Mistrzostwa Świata w Piłce Ręcznej Mężczyzn 2011 (eliminacje)
Kwalifikacje do Mistrzostw Świata w Piłce Ręcznej Mężczyzn 2011 miały na celu wyłonienie męskich reprezentacji narodowych w piłce ręcznej, które wystąpiły w finałach tego turnieju.

## Informacje ogólne
Turniej finałowy organizowanych przez IHF mistrzostw świata odbył się w Szwecji w styczniu 2011 roku i wzięły w nim udział dwadzieścia cztery drużyny. Automatycznie do mistrzostw zakwalifikowała się reprezentacja Francji jako mistrz świata z 2009 i Szwecja jako organizator imprezy. O pozostałe 22 miejsca odbywały się kontynentalne kwalifikacje. Wolne miejsca zostały podzielone według następującego klucza geograficznego: Europie przydzielono 12 miejsc, Ameryce (Południowej wspólnie z Północną), Azji i Afryce przyznano po trzy miejsca, a jedno Oceanii.

## Zakwalifikowane zespoły
| Kraj             | Strefa kwalifikacyjna                | Mistrzostwa 2009 | Najlepszy wynik                      |
| ---------------- | ------------------------------------ | ---------------- | ------------------------------------ |
| Szwecja          | Gospodarz                            | 7 miejsce        | Mistrzostwo (1954, 1958, 1990, 1999) |
| Francja          | Mistrz Świata 2009                   | Mistrzostwo      | Mistrzostwo (1995, 2001, 2009)       |
| Chorwacja        | Mistrzostwa Europy 2010 – 2 miejsce  | 2. miejsce       | Mistrzostwo (2003)                   |
| Islandia         | Mistrzostwa Europy 2010 – 3 miejsce  | –                | 5. miejsce (1997)                    |
| Polska           | Mistrzostwa Europy 2010 – 4 miejsce  | 3. miejsce       | 2. miejsce (2007)                    |
| Austria          | Europa – Play-off                    | –                | 2. miejsce (1938)                    |
| Norwegia         | Europa – Play-off                    | 9. miejsce       | 6. miejsce (1958)                    |
| Węgry            | Europa – Play-off                    | 6. miejsce       | 2. miejsce (1986)                    |
| Niemcy           | Europa – Play-off                    | 5. miejsce       | Mistrzostwo (1938, 1978, 2007)       |
| Słowacja         | Europa – Play-off                    | 10. miejsce      | 10. miejsce (2009)                   |
| Serbia           | Europa – Play-off                    | 8. miejsce       | Mistrzostwo (1986)                   |
| Rumunia          | Europa – Play-off                    | 15. miejsce      | Mistrzostwo (1961, 1964, 1970, 1974) |
| Dania            | Europa – Play-off                    | 4. miejsce       | 2. miejsce (1967)                    |
| Hiszpania        | Europa – Play-off                    | 13. miejsce      | Mistrzostwo (2005)                   |
| Korea Południowa | Mistrzostwa Azji 2010 – 1 miejsce    | 12. miejsce      | 8. miejsce (1997)                    |
| Bahrajn          | Mistrzostwa Azji 2010 – 2 miejsce    | debiutant        | debiutant                            |
| Japonia          | Mistrzostwa Azji 2010 – 3 miejsce    | –                | 10. miejsce (1970)                   |
| Tunezja          | Mistrzostwa Afryki 2010 – 1 miejsce  | 17. miejsce      | 4. miejsce (2005)                    |
| Egipt            | Mistrzostwa Afryki 2010 – 2 miejsce  | 14. miejsce      | 4. miejsce (2001)                    |
| Algieria         | Mistrzostwa Afryki 2010 – 3 miejsce  | 19. miejsce      | 13. miejsce (1999)                   |
| Argentyna        | Mistrzostwa Ameryki 2010 – 1 miejsce | 18. miejsce      | 15. miejsce (2001)                   |
| Brazylia         | Mistrzostwa Ameryki 2010 – 2 miejsce | 21. miejsce      | 13. miejsce (1958)                   |
| Chile            | Mistrzostwa Ameryki 2010 – 3 miejsce | debiutant        | debiutant                            |
| Australia        | Mistrz Oceanii                       | 24. miejsce      | 21. miejsce (2001)                   |

## Eliminacje
| Kontynent | Związek | Miejsca   | Turniej                         | World Map IHF |
| Europa    | EHF     | 3 miejsca | Mistrzostwa Europy 2010         | World Map IHF |
| Europa    | EHF     | 9 miejsc  | Europejski turniej eliminacyjny | World Map IHF |
| Afryka    | CAHB    | 3 miejsca | Mistrzostwa Afryki 2010         | World Map IHF |
| Azja      | AHF     | 3 miejsca | Mistrzostwa Azji 2010           | World Map IHF |
| Ameryka   | PATHF   | 3 miejsca | Mistrzostwa Ameryki 2010        | World Map IHF |
| Oceania   | OHF     | 1 miejsce | Puchar Narodów Oceanii 2010     | World Map IHF |

## Europa
Chęć udziału w mistrzostwach świata wyraziło 39 europejskich federacji piłki ręcznej. Szesnaście z tych drużyn uczestniczyło w turnieju głównym ME, którego medaliści uzyskiwali bezpośredni awans, pozostałe 23 natomiast, podzielone na siedem grup (pięć po trzy zespoły i dwa z czterema drużynami), rozgrywały turniej o siedem miejsc uprawniających do udziału w fazie play-off. Zwycięzcy grup, a także jedenaście drużyn, które nie uzyskały awansu z mistrzostw kontynentu, podzielone na dziewięć par rozegrały pomiędzy sobą dwumecze o awans do turnieju głównego mistrzostw świata.

### Europejski turniej eliminacyjny – faza grupowa
Losowanie grup odbyło się 6 sierpnia 2009 roku w Wiedniu. W wyniku losowania utworzono siedem grup, w których drużyny miały rywalizować systemem kołowym w dniach 15–17 stycznia 2010 roku. Cypr, Finlandia, Bułgaria, Belgia, Włochy, Luksemburg i Turcja otrzymały prawo do organizacji tych turniejów, jednak po odmowie Bułgarii mecze grupy 3 zorganizowała Słowacja. Składy drużyn na te turnieje zostały ogłoszone 11 stycznia, a zwycięsko z nich wyszły reprezentacje Szwajcarii, Rumunii, Słowacji, Holandii, Grecji, Portugalii i Litwy.

#### Grupa 1
| 15 stycznia 201017:00 | Szwajcaria | 44:17(21:7) | Wyspy Owcze | Cyprus College Athletic Centre, Nikozja Widzów: 100 |
| 15 stycznia 201017:00 |            | 44:17(21:7) |             | Cyprus College Athletic Centre, Nikozja Widzów: 100 |

| 15 stycznia 201019:30 | Białoruś | 30:31(14:16) | Cypr | Cyprus College Athletic Centre, Nikozja Widzów: 600 |
| 15 stycznia 201019:30 |          | 30:31(14:16) |      | Cyprus College Athletic Centre, Nikozja Widzów: 600 |

| 16 stycznia 201015:00 | Wyspy Owcze | 32:39(15:22) | Białoruś | Cyprus College Athletic Centre, Nikozja Widzów: 100 |
| 16 stycznia 201015:00 |             | 32:39(15:22) |          | Cyprus College Athletic Centre, Nikozja Widzów: 100 |

| 16 stycznia 201017:30 | Szwajcaria | 36:16(17:8) | Cypr | Cyprus College Athletic Centre, Nikozja Widzów: 800 |
| 16 stycznia 201017:30 |            | 36:16(17:8) |      | Cyprus College Athletic Centre, Nikozja Widzów: 800 |

| 17 stycznia 201011:30 | Białoruś | 23:26(13:9) | Szwajcaria | Cyprus College Athletic Centre, Nikozja Widzów: 200 |
| 17 stycznia 201011:30 |          | 23:26(13:9) |            | Cyprus College Athletic Centre, Nikozja Widzów: 200 |

| 17 stycznia 201014:00 | Cypr | 34:27(14:15) | Wyspy Owcze | Cyprus College Athletic Centre, Nikozja Widzów: 500 |
| 17 stycznia 201014:00 |      | 34:27(14:15) |             | Cyprus College Athletic Centre, Nikozja Widzów: 500 |

#### Grupa 2
| 15 stycznia 201017:30 | Rumunia | 36:27(23:11) | Wielka Brytania | Energia Areena, Vantaa Widzów: 200 |
| 15 stycznia 201017:30 |         | 36:27(23:11) |                 | Energia Areena, Vantaa Widzów: 200 |

| 15 stycznia 201020:00 | Bośnia i Hercegowina | 30:28(17:13) | Finlandia | Energia Areena, Vantaa Widzów: 700 |
| 15 stycznia 201020:00 |                      | 30:28(17:13) |           | Energia Areena, Vantaa Widzów: 700 |

| 16 stycznia 201017:30 | Wielka Brytania | 19:44(12:17) | Bośnia i Hercegowina | Energia Areena, Vantaa Widzów: 400 |
| 16 stycznia 201017:30 |                 | 19:44(12:17) |                      | Energia Areena, Vantaa Widzów: 400 |

| 16 stycznia 201020:00 | Rumunia | 32:23(15:11) | Finlandia | Energia Areena, Vantaa Widzów: 1000 |
| 16 stycznia 201020:00 |         | 32:23(15:11) |           | Energia Areena, Vantaa Widzów: 1000 |

| 17 stycznia 201014:30 | Finlandia | 35:21(17:13) | Wielka Brytania | Energia Areena, Vantaa Widzów: 700 |
| 17 stycznia 201014:30 |           | 35:21(17:13) |                 | Energia Areena, Vantaa Widzów: 700 |

| 17 stycznia 201017:00 | Bośnia i Hercegowina | 26:29(13:15) | Rumunia | Energia Areena, Vantaa Widzów: 450 |
| 17 stycznia 201017:00 |                      | 26:29(13:15) |         | Energia Areena, Vantaa Widzów: 450 |

#### Grupa 3
| 15 stycznia 201017:00 | Słowacja | 49:22(24:8) | Bułgaria | Športová hala, Hlohovec Widzów: 1000 |
| 15 stycznia 201017:00 |          | 49:22(24:8) |          | Športová hala, Hlohovec Widzów: 1000 |

| 16 stycznia 201017:00 | Izrael | 40:22(22:6) | Bułgaria | Športová hala, Hlohovec Widzów: 200 |
| 16 stycznia 201017:00 |        | 40:22(22:6) |          | Športová hala, Hlohovec Widzów: 200 |

| 17 stycznia 201011:00 | Słowacja | 28:22(17:10) | Izrael | Športová hala, Hlohovec Widzów: 1500 |
| 17 stycznia 201011:00 |          | 28:22(17:10) |        | Športová hala, Hlohovec Widzów: 1500 |

#### Grupa 4
| 15 stycznia 201020:00 | Estonia | 30:20(16:7) | Belgia | Sporthal Alverberg, Hasselt Widzów: 1200 |
| 15 stycznia 201020:00 |         | 30:20(16:7) |        | Sporthal Alverberg, Hasselt Widzów: 1200 |

| 16 stycznia 201017:00 | Holandia | 22:21(11:9) | Estonia | Sporthal Alverberg, Hasselt Widzów: 800 |
| 16 stycznia 201017:00 |          | 22:21(11:9) |         | Sporthal Alverberg, Hasselt Widzów: 800 |

| 17 stycznia 201015:00 | Holandia | 29:17(12:10) | Belgia | Sporthal Alverberg, Hasselt Widzów: 1800 |
| 17 stycznia 201015:00 |          | 29:17(12:10) |        | Sporthal Alverberg, Hasselt Widzów: 1800 |

#### Grupa 5
| 15 stycznia 201020:00 | Grecja | 34:22(17:12) | Włochy | Pala Enzo D'Angelo, Alcamo Widzów: 1200 |
| 15 stycznia 201020:00 |        | 34:22(17:12) |        | Pala Enzo D'Angelo, Alcamo Widzów: 1200 |

| 16 stycznia 201018:45 | Czarnogóra | 26:29(10:12) | Grecja | Pala Enzo D'Angelo, Alcamo Widzów: 500 |
| 16 stycznia 201018:45 |            | 26:29(10:12) |        | Pala Enzo D'Angelo, Alcamo Widzów: 500 |

| 17 stycznia 201020:00 | Czarnogóra | 28:26(15:11) | Włochy | Pala Enzo D'Angelo, Alcamo Widzów: 1300 |
| 17 stycznia 201020:00 |            | 28:26(15:11) |        | Pala Enzo D'Angelo, Alcamo Widzów: 1300 |

#### Grupa 6
| 15 stycznia 201019:00 | Łotwa | 31:34(17:15) | Luksemburg | Centre National Sportif et Culturel, Luksemburg Widzów: 600 |
| 15 stycznia 201019:00 |       | 31:34(17:15) |            | Centre National Sportif et Culturel, Luksemburg Widzów: 600 |

| 16 stycznia 201015:30 | Portugalia | 31:30(14:14) | Łotwa | Centre National Sportif et Culturel, Luksemburg Widzów: 300 |
| 16 stycznia 201015:30 |            | 31:30(14:14) |       | Centre National Sportif et Culturel, Luksemburg Widzów: 300 |

| 17 stycznia 201019:00 | Portugalia | 33:21(18:13) | Luksemburg | Centre National Sportif et Culturel, Luksemburg Widzów: 1300 |
| 17 stycznia 201019:00 |            | 33:21(18:13) |            | Centre National Sportif et Culturel, Luksemburg Widzów: 1300 |

#### Grupa 7
| 15 stycznia 201016:00 | Macedonia Północna | 24:24(15:10) | Litwa | Yüreğir Serinevler Spor Salonu, Adana Widzów: 600 |
| 15 stycznia 201016:00 |                    | 24:24(15:10) |       | Yüreğir Serinevler Spor Salonu, Adana Widzów: 600 |

| 16 stycznia 201016:00 | Macedonia Północna | 35:26(15:13) | Turcja | Yüreğir Serinevler Spor Salonu, Adana Widzów: 1400 |
| 16 stycznia 201016:00 |                    | 35:26(15:13) |        | Yüreğir Serinevler Spor Salonu, Adana Widzów: 1400 |

| 17 stycznia 201016:00 | Litwa | 37:24(19:13) | Turcja | Yüreğir Serinevler Spor Salonu, Adana Widzów: 500 |
| 17 stycznia 201016:00 |       | 37:24(19:13) |        | Yüreğir Serinevler Spor Salonu, Adana Widzów: 500 |

### Mistrzostwa Europy w Piłce Ręcznej Mężczyzn 2010
Kwalifikację na mistrzostwa świata uzyskały trzy najlepsze, prócz Francji i Szwecji, które miały już zapewniony awans, drużyny Mistrzostw Europy 2010, które odbyły się w dniach 19-31 stycznia 2010 roku w Austrii. W związku ze zwycięstwem Francuzów uzyskały ją drużyny z miejsc 2–4: Chorwacja, Islandia i Polska.

### Europejski turniej eliminacyjny – faza play-off
W tej fazie rozgrywek wzięło udział osiemnaście reprezentacji narodowych – jedenaście drużyn uczestniczących w mistrzostwach kontynentu, które dotychczas nie uzyskały awansu, oraz siedmiu zwycięzców grup w fazie grupowej eliminacji. Losowanie dziewięciu par odbyło się w Wiener Stadthalle 31 stycznia 2010 roku. Spotkania odbyły się w dniach 12-20 czerwca 2010, a awans do mistrzostw świata zapewnili sobie zwycięzcy dwumeczów: Austria, Norwegia, Węgry, Niemcy, Słowacja, Serbia, Rumunia, Dania i Hiszpania.

#### Mecz 1
| 12 czerwca 201020:20 | Austria | 31:15(15:10) | Holandia | Dornbirn |
| 12 czerwca 201020:20 |         | 31:15(15:10) |          | Dornbirn |

| 12 czerwca 201019:10 | Norwegia | 27:19(13:9) | Litwa | Stavanger Idrettshall, Stavanger |
| 12 czerwca 201019:10 |          | 27:19(13:9) |       | Stavanger Idrettshall, Stavanger |

| 13 czerwca 201018:00 | Słowenia | 27:25(12:12) | Węgry | Lublana |
| 13 czerwca 201018:00 |          | 27:25(12:12) |       | Lublana |

| 12 czerwca 201018:00 | Niemcy | 25:20(14:9) | Grecja | Dortmund |
| 12 czerwca 201018:00 |        | 25:20(14:9) |        | Dortmund |

| 12 czerwca 201018:00 | Słowacja | 25:30(16:16) | Ukraina | Športová hala, Hlohovec |
| 12 czerwca 201018:00 |          | 25:30(16:16) |         | Športová hala, Hlohovec |

| 12 czerwca 201018:00 | Serbia | 27:23(16:9) | Czechy | Čair Sports Center, Nisz |
| 12 czerwca 201018:00 |        | 27:23(16:9) |        | Čair Sports Center, Nisz |

| 13 czerwca 201019:00 | Rumunia | 28:32(10:12) | Rosja | Sala Polivalentă, Bukareszt |
| 13 czerwca 201019:00 |         | 28:32(10:12) |       | Sala Polivalentă, Bukareszt |

| 13 czerwca 201020:15 | Dania | 32:27(17:11) | Szwajcaria | Brøndby Hallen, Brøndby |
| 13 czerwca 201020:15 |       | 32:27(17:11) |            | Brøndby Hallen, Brøndby |

| 13 czerwca 201018:00 | Portugalia | 26:27(14:14) | Hiszpania | Pavilhão nº2 da Luz, Lizbona |
| 13 czerwca 201018:00 |            | 26:27(14:14) |           | Pavilhão nº2 da Luz, Lizbona |

#### Mecz 2
| 20 czerwca 201014:00 | Holandia | 34:28(17:14) | Austria | Ben Kwijt Arena, Emmen |
| 20 czerwca 201014:00 |          | 34:28(17:14) |         | Ben Kwijt Arena, Emmen |

| 20 czerwca 201017:45 | Litwa | 21:24(9:10) | Norwegia | Siemens Arena, Wilno |
| 20 czerwca 201017:45 |       | 21:24(9:10) |          | Siemens Arena, Wilno |

| 20 czerwca 201018:00 | Węgry | 28:25(13:14) | Słowenia | Veszprém Aréna, Veszprém |
| 20 czerwca 201018:00 |       | 28:25(13:14) |          | Veszprém Aréna, Veszprém |

| 20 czerwca 201019:00 | Grecja | 20:27(10:10) | Niemcy | Krachtidi Sporthall, Drama |
| 20 czerwca 201019:00 |        | 20:27(10:10) |        | Krachtidi Sporthall, Drama |

| 20 czerwca 201017:00 | Ukraina | 21:30(12:14) | Słowacja | Palace of Sports "Yunost", Zaporoże |
| 20 czerwca 201017:00 |         | 21:30(12:14) |          | Palace of Sports "Yunost", Zaporoże |

| 19 czerwca 201015:00 | Czechy | 25:22(10:11) | Serbia | Sportovní hala města Plzně, Pilzno |
| 19 czerwca 201015:00 |        | 25:22(10:11) |        | Sportovní hala města Plzně, Pilzno |

| 19 czerwca 201017:00 | Rosja | 32:37(13:16) | Rumunia | Olimpijskij, Czechow |
| 19 czerwca 201017:00 |       | 32:37(13:16) |         | Olimpijskij, Czechow |

| 20 czerwca 201016:45 | Szwajcaria | 29:34(10:15) | Dania | Athletik Zentrum St.Gallen, St. Gallen |
| 20 czerwca 201016:45 |            | 29:34(10:15) |       | Athletik Zentrum St.Gallen, St. Gallen |

| 18 czerwca 201020:30 | Hiszpania | 33:25(15:11) | Portugalia | Guadalajara |
| 18 czerwca 201020:30 |           | 33:25(15:11) |            | Guadalajara |

## Afryka
Turniejem kwalifikacyjnym w Afryce były mistrzostwa tego kontynentu, które odbyły się w dniach 10-21 lutego 2010 roku w Egipcie. Awans na mistrzostwa świata uzyskali jego medaliści: Tunezja, Egipt i Algieria.

## Azja
Turniejem kwalifikacyjnym w Azji były mistrzostwa tego kontynentu, które odbyły się w dniach 6-19 lutego 2010 roku w Bejrucie. Awans na mistrzostwa świata uzyskali jego medaliści: Korea Południowa, Bahrajn i Japonia.

## Ameryka
Pierwszą rundą amerykańskich eliminacji były mistrzostwa kontynentu 1 Dywizji, które odbyły się od 3–7 listopada 2009 roku w Dominikanie. Dwie pierwsze drużyny z tego turnieju awansowały do turnieju głównego mistrzostw Ameryki 2010, którego medaliści otrzymywali prawo gry w mistrzostwach świata. Pierwsze trzy miejsca na rozegranym w Santiago 22–26 czerwca 2010 roku turnieju zajęły reprezentacje Argentyny, Brazylii i Chile uzyskując tym samym awans na mistrzostwa świata.

## Oceania
Awans na mistrzostwa świata uzyskiwał zwycięzca Pucharu Narodów Oceanii, który odbył się w Nowej Zelandii w dniach 8–10 maja 2010 roku. W turnieju zwyciężyła Australia dwukrotnie wysoko pokonując zarówno Nową Zelandię, jak i Wyspy Cooka.